# 2008年中国南方水灾
2008年中國南方水災發生在中國的東部及南部；開始於2008年5月，由連日的降雨所導致。 中國受災的省份包括浙江、福建、安徽、江西、湖北、湖南、廣東、廣西、四川、重慶、貴州、雲南等十五個省份受災。 死亡的人數已達到57人，數百人失踪， 受水灾影响的人口已达2141万人，直接经济损失203亿元。

## 中國內地

### 五月
《中國日報》報導指出，五月南方省份因人工增雨引起的暴雨已造成64人死亡。據中華人民共和國水利部稱，洪水已造成59人死亡。

### 六月
5月28日至6月2日，廣東部分地區出現強降雨。 七天之後，中國氣象局於6月3日開始監測汛情。中華人民共和國水利部和國家氣像中心均提高了緊急級別，預計會有更多暴雨和雷暴。6月7日至8日的週末，《廣州日報》報道，廣東省遭遇了五十年來最嚴重的暴雨。廣西梧州遭遇了百年不遇的洪澇災害。兩天內，部分地區降雨量超過 400 毫米。
6月14日，中國水利部表示，近100萬公頃農地受災，受災最嚴重的省份是廣東、福建、江西、湖南和湖北。5月25日至6月14日，廣東17個城市受災人口達222萬人，死亡人數達18人。平均降雨量為415毫米，是正常年均降雨量的兩倍，媒體報告這是「反常降雨」。
6月15日，廣東深圳300多處地方被洪水淹沒。洪水迫使166多萬人緊急疏散，6.7萬棟房屋倒塌，63人死亡。三天之後，廣東省官員警告稱，由於漲潮、降雨和河水威脅到堤壩， 將迎來「黑色六月」 。根據報道，廣東全省共有169人在洪水中喪生。
6月21日，主要降水地區包括淮河流域、貴州、四川和長江中下游地區。江蘇、安徽、河南、湖北、重慶、四川、青海、內蒙古等地出現暴雨。6月底，暴雨洪水已造成252人死亡。

## 香港
香港紅十字會和無國界醫生派部分救援人員進行賑濟華南水災工作。

### 6月
6月7日，大嶼山降雨量超過400毫米，香港島降雨量超過300毫米。截至午前，已通報發生近40起山崩和156起水災。尖沙咀每小時降雨量打破了 124 年來的紀錄，達到 145.5 毫米。北大嶼山公路自1997年通車以來首次因山崩而中斷，這也是迄今為止唯一一次發生。 通往大澳村落的陸上交通被切斷，迫使政府增加往返村莊的渡輪班次。街上的報攤小販報道說，暴雨使得水流湍急，不到五分鐘內該地區就淹至大腿深（沒過膝蓋）。屯門的一次山崩造成兩人死亡。香港天文台因此將「黃色暴雨」警告更改為「黑色暴雨」警告。